# Milanovac (gmina Crnac)
Milanovac – wieś w Chorwacji, w żupanii virowiticko-podrawskiej, w gminie Crnac. W 2011 roku liczyła 54 mieszkańców.